# Árvore da Vida (Bíblia)

Segundo a Bíblia, a Árvore da Vida é uma das duas árvores especiais que Deus colocou no centro do jardim chamado Éden. A outra é a "Árvore do Conhecimento do Bem e do Mal", de cujo fruto, Eva, e depois Adão, acabaram por comer por influência de uma serpente.

## Descrição bíblica
Os pormenores  sobre esta árvore são muito escassos no texto bíblico. Refere-se apenas a sua localização central no Jardim do Éden e que o primeiro casal humano foi impedido de alcançar esta árvore após terem desobedecido ao mandamento divino. Foram assim expulsos desse jardim ou paraíso original. Como forma de impedir que, tanto Adão e Eva, como provavelmente a sua descendência voltassem a entrar no Jardim, e consequentemente tomarem dos frutos da Árvore da Vida, a Bíblia refere que Deus colocou criaturas sobre-humanas, designadas por querubins, que possuíam uma espada de fogo que se revolvia continuamente.
Segundo o relato bíblico, esta árvore já havia sido colocada no jardim antes da criação do primeiro homem, Adão. Muitos comentaristas afirmam que esta árvore não possuiria qualidades intrinsecamente vitalizadoras nos seus frutos, mas seria um símbolo representativo da garantia de vida eterna, da parte de Deus, para aqueles a quem Ele permitisse comer do fruto dela. Visto que Deus colocou essa árvore ali, crê-se que o objectivo seria permitir a Adão que comesse do seu fruto, talvez após ficar provada a sua fidelidade ao ponto que Deus julgasse satisfatório e suficiente. Quando Adão desobedeceu, foi-lhe cortada a oportunidade de comer daquela árvore, impedindo-o a ele e à sua descendência de alcançar a vida eterna.
Outro ponto de vista aponta para o fato de que Deus já permitia que Adão e Eva comessem do fruto da árvore da vida, pois foi dito:
"E ordenou o SENHOR Deus ao homem, dizendo: De toda a árvore do jardim comerás livremente," (Gen 2:16)
Com exceção de UMA, a do conhecimento do bem e do mal. Isso implica que eles já podiam comer o fruto da árvore da vida sem aguardar autorização posterior. Aceitando esse raciocínio, era o fruto literal da árvore que garantia a vida eterna.